# Luku Kadahang
Luku Kadahang är ett vattendrag i Indonesien.   Det ligger i provinsen Nusa Tenggara Timur, i den södra delen av landet, 1 500 km öster om huvudstaden Jakarta. Luku Kadahang ligger på ön Pulau Sumba.